# Giro di Toscana 1954
Il Giro di Toscana 1954, ventottesima edizione della corsa, si svolse il 18 aprile 1954 su un percorso di 286,4 km. La vittoria fu appannaggio dell'italiano Fiorenzo Magni, che completò il percorso in 7h35'59", precedendo i connazionali Armando Barducci e Pasquale Fornara.
I corridori che presero il via da Firenze furono 105, mentre coloro che tagliarono il medesimo traguardo furono 45.

## Ordine d'arrivo (Top 10)
| Pos. | Corridore           | Squadra             | Tempo    |
| ---- | ------------------- | ------------------- | -------- |
| 1    | Fiorenzo Magni      | Nivea-Fuchs         | 7h35'59" |
| 2    | Armando Barducci    | Fréjus              | s.t.     |
| 3    | Pasquale Fornara    | Bottecchia          | s.t.     |
| 4    | Bruno Landi         | Fiorelli            | s.t.     |
| 5    | Gilberto Dall'Agata | Fréjus              | s.t.     |
| 6    | Renzo Soldani       | Doniselli-Lansetina | s.t.     |
| 7    | Riccardo Filippi    | Bianchi-Pirelli     | s.t.     |
| 8    | Michele Gismondi    | Bianchi-Pirelli     | s.t.     |
| 9    | Giancarlo Astrua    | Atala-Pirelli       | s.t.     |
| 10   | Renzo Accordi       | Guerra              | s.t.     |